# Emerich Dembrovschi
Emerich Dembrovschi (Câmpulung la Tisa, 6 ottobre 1945) è un allenatore di calcio ed ex calciatore rumeno, di ruolo esterno d'attacco.

## Carriera

### Club
Nella sua carriera ha militato nel Bacău (dal 1966 al 1974) e nel Timişoara (dal 1974 al 1981).

### Nazionale
Ha preso parte, insieme alla Nazionale di calcio della Romania, al campionato del mondo 1970.
Dembrovschi, nella nazionale di calcio della Romania, ha totalizzato 27 presenze in cui ha segnato 9 gol.

## Palmarès

### Giocatore

#### Competizioni nazionali
- Divizia B: 1

Bacău: 1966-1967
- Coppa di Romania: 1

Politehnica Timisoara: 1979-1980